# Seututie 580
Pour les articles homonymes, voir Route 580.
La route régionale 580 (finnois : Seututie 580) est une route régionale allant d'Hankamäki à Rautavaara jusqu'à Rautavaara en Finlande,,.

## Présentation
La seututie 580 est une route régionale de Savonie du Nord.